# Jösse, Nordmarks och Grums domsaga
Jösse, Nordmarks och Grums domsaga var en domsaga i Värmlands län som bildades 1779 som en utbrytning ur Västersysslets domsaga. Domsagan upplöstes 1830 då Jösse härad återgick till Västersysslets domsaga, Nordmarks härad gick till Södersysslets domsaga och Grums härad till Mellansysslets domsaga
Domsagan ingick i Svea hovrätts domkrets.

## Tingslag
- Jösse tingslag
- Grums tingslag
- Nordmarks tingslag

## Häradshövdingar
- 1779–1792 Jonas Uggla
- 1792–1795 Anders Christoffer Forssenius
- 1796–1829 Samuel Gammal Ehrencrona